# Платіжний баланс
Бала́нс платі́жний (англ. balance of Payments) — співвідношення між сумою грошових надходжень, отриманих країною з-за кордону, і сумою платежів за кордон протягом певного періоду (рік, квартал, місяць). Платіжний баланс на певний період (місяць, квартал, рік) складається на основі статистичних показників про здійснену за цей період зовнішньоекономічну діяльність, та дає змогу аналізувати зміни в міжнародних економічних зв'язках країни, масштабах і характері її участі у світовому господарстві.
За визначенням МВФ, платіжний баланс — це статистичний звіт за певний період, який показує операції з товарами, послугами і доходами, здійснені будь-якою країною з рештою світу; зміну власності та інші зміни в монетарному золоті, СПЗ, які належать країні, а також фінансових вимогах і зобов'язань у відношенні до решти світу; односторонні перекази і компенсуючі записи, що необхідні для балансування тих операцій і змін, які взаємно не покриваються.
Активне сальдо платіжного балансу (>0) призводить до зростання золотовалютного резерву центрального банку. Пасивне сальдо (<0) має протилежні наслідки.